# Nature Energy
Nature Energy ist eine monatlich erscheinende, begutachtete wissenschaftliche  Fachzeitschrift, die seit Januar 2016 von der Nature Publishing Group herausgegeben wird. Sie veröffentlicht ausschließlich online, eine gedruckte Ausgabe existiert nicht. Chefredakteur ist Nicky Dean.
Die Zeitschrift publiziert wissenschaftliche Arbeiten zu allen energiewirtschaftlich relevanten Themen, darunter  Energieerzeugung, Energiespeicherung, Energieverteilung und -management. Daneben werden die Auswirkungen behandelt, die von den jeweiligen Technologien und der Energiepolitik auf die Gesellschaft ausgehen. Ein Schwerpunkt liegt auf der Entwicklung zukünftiger Energiesysteme. Neben Original-Research-Artikeln werden u. a. auch Reviews, Perspektiven, Kommentare und Newsartikel publiziert. Da die Weiterentwicklung der Energieversorgung in Richtung Nachhaltigkeit eine Thematik ist, die viele verschiedene Disziplinen berührt, verfolgt die Zeitschrift einen multi- bzw. interdisziplinären Ansatz, der nicht an wissenschaftlichen Fachgrenzen, sondern am Forschungsfeld orientiert ist.
Der 2 Jahres Impact Factor von Nature Energy ist 60,858, womit Nature Energy zu den einflussreichsten Fachzeitschriften (auf Augenhöhe mit Science und Nature) zählt.